# Danderholmen

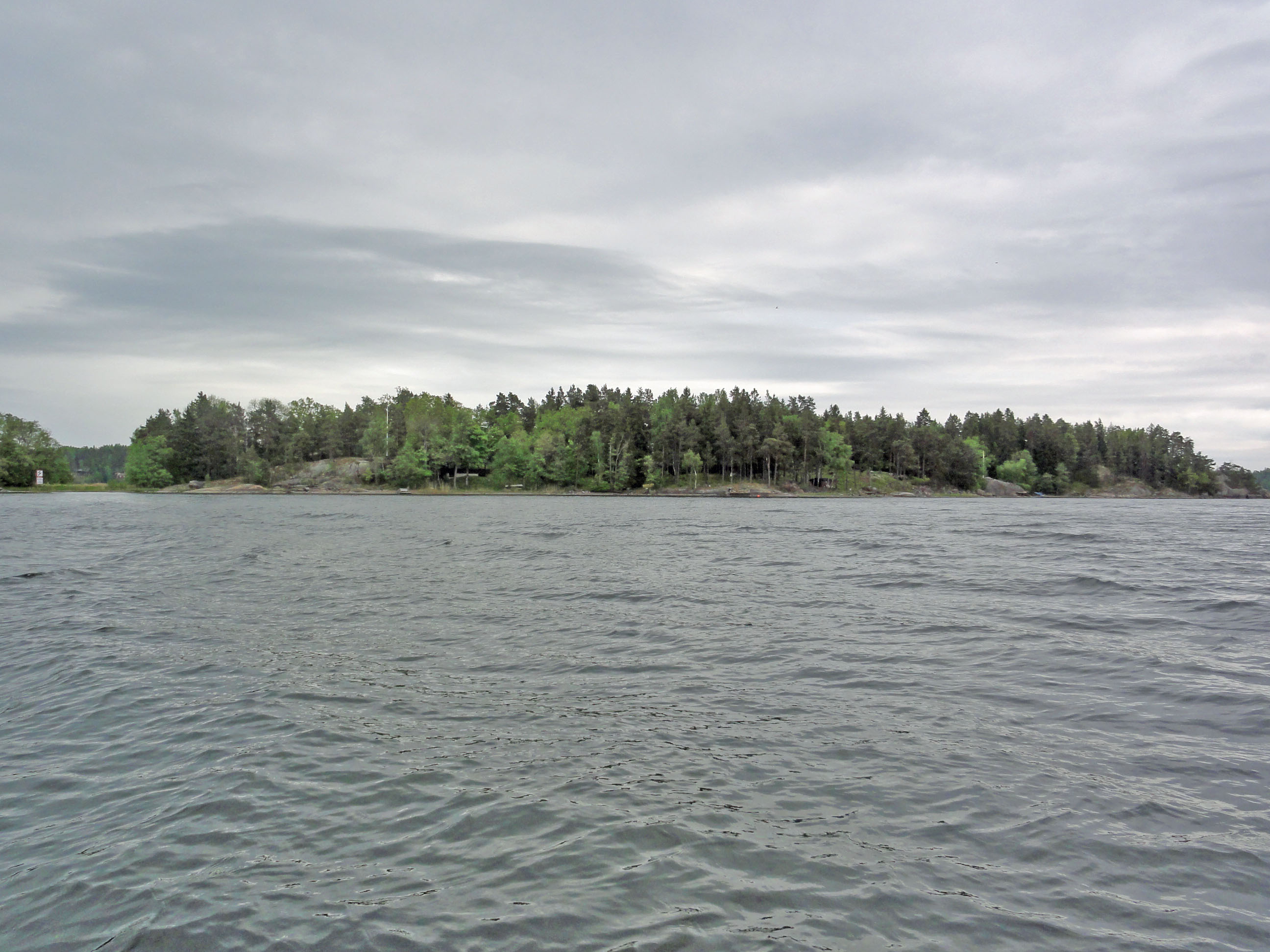
Danderholmen från väster.

Danderholmen är ett långsmalt landparti som utgör den södra delen av ön Ålön. Ön ligger väster om norra Ljusterö i Furusundsleden i Stockholms norra skärgård. Stockholmshandlaren Hans Lenman förvärvade Marums lantbruksfastighet på 1730-talet där Ålön ingick i köpet och uppförde ett tegelbruk på ön.
Danderholmen har med all sannolikhet utgjort en egen holme fram till omkring 1600-talet, men som genom landhöjningen förenats med Ålön. Namnets ursprung är oklart men kan vara uppkallat efter danska fartyg som ankrat upp vid holmen under 1500- eller 1600-talet.